# Distretto di Gölhisar
Il distretto di Gölhisar (in turco Gölhisar ilçesi) è uno dei distretti della provincia di Burdur, in Turchia.